# The Landlord’s Game

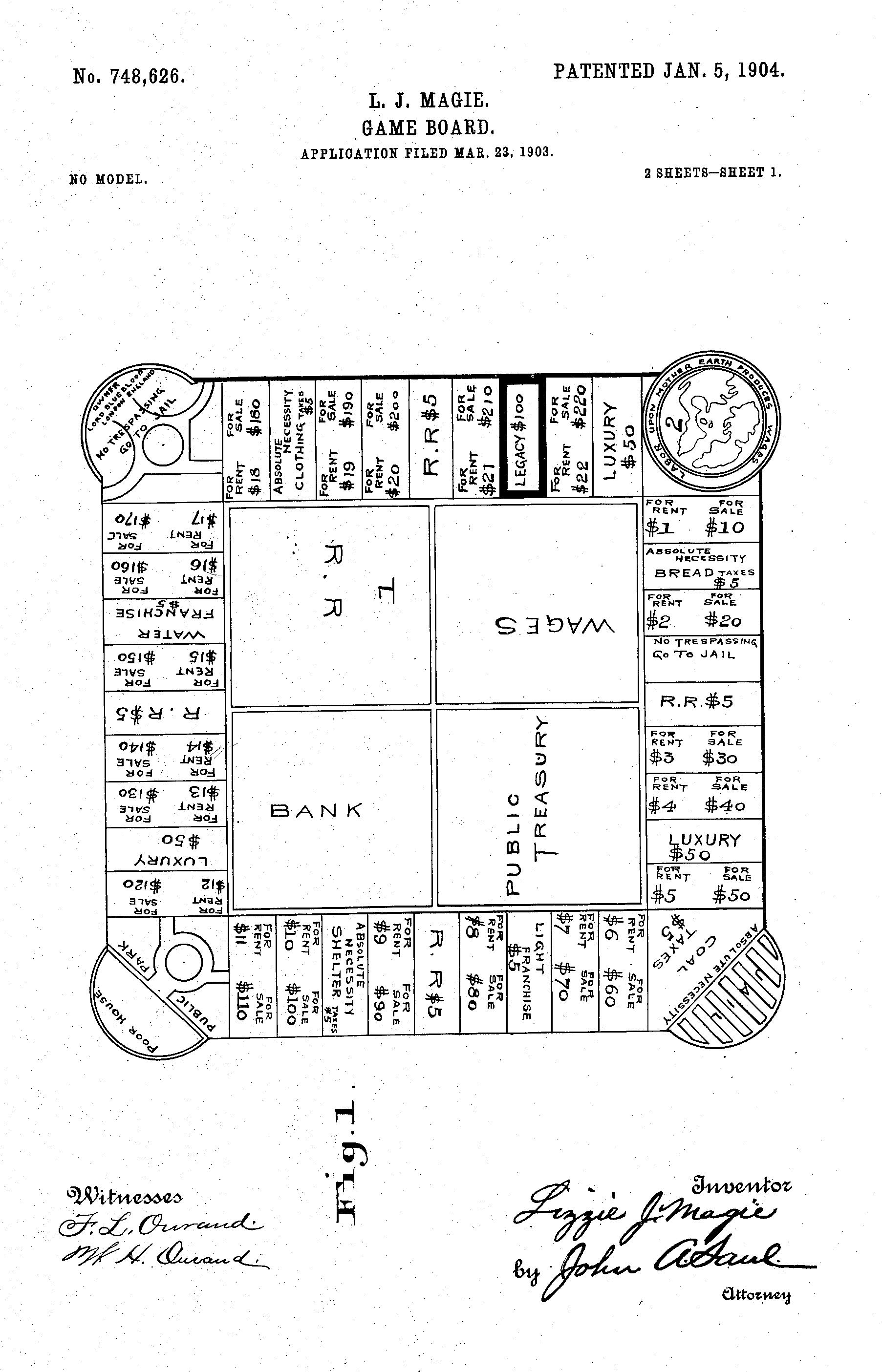
Patentskizze für das Brettspiel von Elizabeth Magie Phillips, 5. Januar 1904.

The Landlord’s Game ist ein 1904 von Elizabeth Magie Phillips patentiertes Brettspiel.
Das als „Vermieterspiel“ gedachte Brettspiel ist mit seinen Elementen dem Immobilienmarkt nachempfunden: Die Spieler erheben  gegenseitig Mietforderungen und führen Steuern an eine Gemeinschaftskasse ab.
Als Verfechterin der Ideen des Ökonomen Henry George (vgl. Georgismus) wollte Magie Phillips dessen wirtschaftspolitische Gedanken auch „einfachen“ Leuten leichter vermitteln. Es sollte die Gefahren des monopolistischen Landbesitzes aufzeigen und die dadurch verursachte Verarmung der Landbevölkerung. Ihre Biografin Mary Pilon schrieb: „Ihr erklärtes Ziel war, das Übel der Geldvermehrung auf Kosten anderer zu zeigen.“

„In kurzer Zeit, ich hoffe in sehr kurzer Zeit, werden Männer und Frauen begreifen, dass ihre Armut daher kommt, dass Carnegie und Rockefeller möglicherweise so viel Geld haben, dass sie nicht wissen, was sie damit machen sollen.“

„In a short time, I hope a very short time, men and women will discover that they are poor because Carnegie and Rockefeller, maybe, have more than they know what to do with.“

Mit den Elementen des Spiels und auch mit dem Aufbau des Spielplans ist Magie Phillips’ Spiel dem heute weitaus bekannteren Monopoly von Charles Darrow aus dem Jahr 1930 sehr ähnlich: Am 19. März 1935 kaufte ihr Parker Brothers das Patent für The Landlord’s Game ab. Dieser Tag wird heute von der Firma Hasbro als der „Geburtstag des Monopoly-Spiels“ genannt und gefeiert.
Zwar wurden zu Beginn des 20. Jahrhunderts in den USA durchaus zahlreiche ähnliche Spiele gespielt, jedoch handelt es sich bei The Landlord’s Game zumindest um das erste seiner Art, welches darüber hinaus noch durch eine Patentschrift dokumentiert ist. Da Patentansprüche gewöhnlich nach 20 Jahren ablaufen, überarbeitete Elizabeth Magie Phillips ihr Spielkonzept und bekam dafür beginnend mit dem Jahr 1924 ein zweites Patent zugesprochen.
Ab 1974 kam es zu einer gerichtlichen Auseinandersetzung zwischen General Mills, damals Eigentümer von Parker Brothers (Monopoly, Autor: Charles Darrow) und Ralph Anspach (Anti-Monopoly, Autor: Ralph Anspach), in der geklärt werden sollte, ob letzteres Spiel vom Markt genommen werden muss. Als Ergebnis dieser Klage wurde, laut Quellen vor dem Obersten Gerichtshof der Vereinigten Staaten, entschieden, dass Monopoly eine Kopie des seit 1904 im Umlauf befindlichen The Landlord’s Game ist. Auf weitere, ebenfalls früher vorhandene Spiele mit selben Namen und Spielprinzip, wie etwa Atlantic City Monopoly (vor 1930) oder Finance (1932), wurde verwiesen. Magie Phillips Spiel erfuhr somit indirekt die Bestätigung, zumindest das älteste patentrechtlich belegte Spiel seines Genres zu sein.

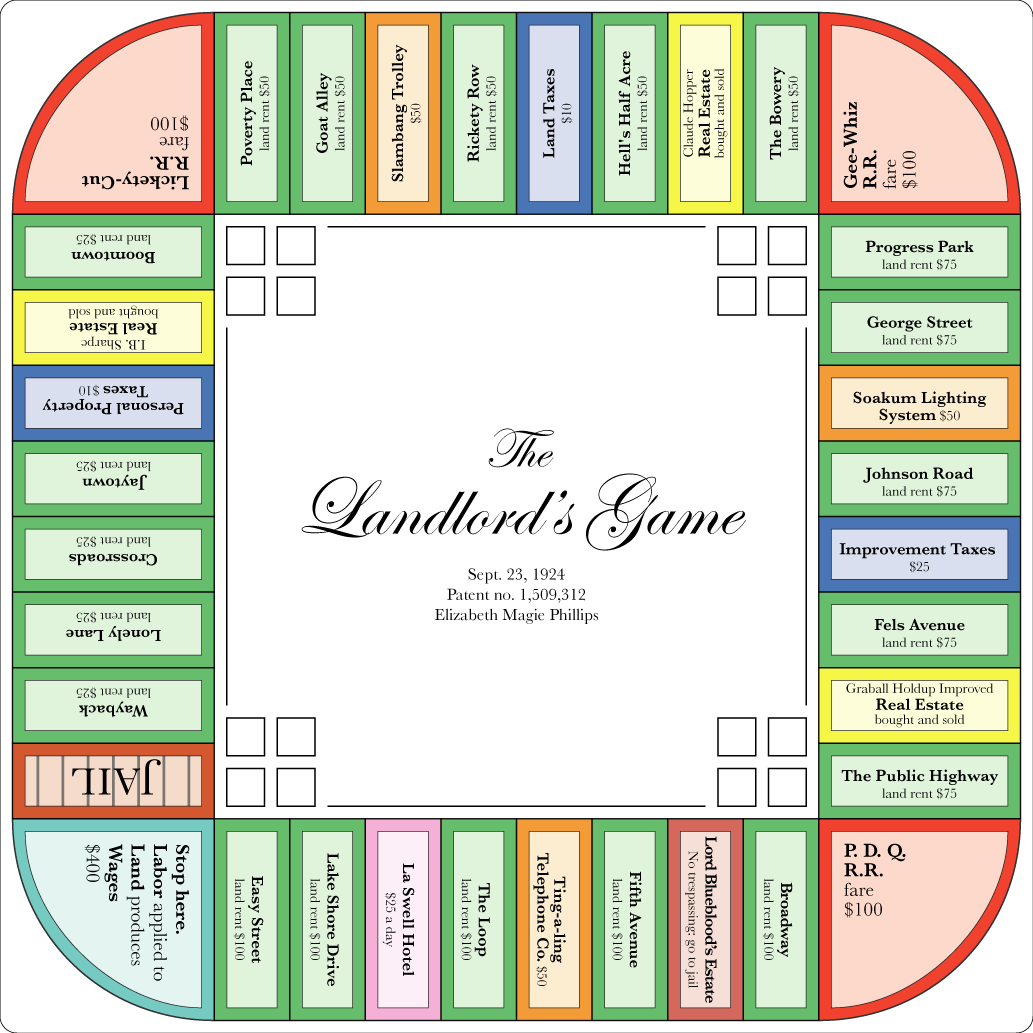
The Landlord’s Game, basierend auf einem Patent von 1924.